# Deniz Bavautdin
Deniz Bavautdin, född 19 april 1953 i Raumo, är en finländsk före detta ishockeyspelare och företags-VD. Han spelade på elitnivå i finländsk och senare svensk ishockey åren 1973–1981. Senare har han arbetat inom däcksindustrin samt varit VD för det finländska fotbollslaget Tampere United.

## Biografi

### Ishockey och fotboll
Bavautdin spelade åren 1973–1977 forward i två finländska elitishockeyklubbar, först i Raumo (1973–1974) och därefter i Ilves. Han spelade sammanlagt 117 matcher i den finländska förstaligan och samlade under de åren ihop till 45 matchpoäng (28 mål och 17 målgivande passningar). Därefter var han under två säsonger (1979–1981) del av Gislaveds SK:s Division 1-lag och stod där för sammanlagt 23 mål och 26 passningar (på totalt 63 matcher).
Deniz Bavautdin har också spelat fotboll. Han debuterade som 15-åring i den lokala klubben Pallo-Iirots A-lag, som då spelade i den finländska fotbollens "tredjedivision".

### Däcksindustrin
Efter spelarkarriärens slut arbetade Bavautdin inom däcksindustrin, först i Sverige och senare i Tyskland. Han har haft ledande tjänstemannapositioner hos flera däcktillverkare. På 00-talet var Bavautdin styrelseordförande i Nordens största däckförsäljare, norska DekkPartner AS.

### Tampere United
Juni 2009 tillträdde Deniz Bavautdin som VD för Tipsligan-klubben Tampere United. Klubben blev under hans ledning inblandat i en spelskandal som förorsakats av mottagna pengar från ett Singapore-baserat vadhållningsbolag. Spelskandalen ledde till att klubben april 2011 blev avstängd från Tipsligan och 2012 tvangs börja om i den lägsta nivån i seriesystemet.
I april 2013 dömdes Bavautdin av Åbo hovrätt till sex månaders villkorlig fängelse för penningtvätt.

## Familj
Deniz Bavautdin har en bakgrund som finländsk tatar. Han är far till serieskaparen Tinet Elmgren och hennes syster Ainur – doktor i historia och knuten till Helsingfors universitet.